# غونزالو فونسيكا
غونزالو فونسيكا (بالإسبانية: Gonzalo Fonseca) هو رسام أوروغواياني، ولد في 2 يوليو 1922 في مونتفيدو في الأوروغواي، وتوفي في 11 يونيو 1997 في سيرافزا في إيطاليا.